# Prix Sophie-Germain
Le prix Sophie-Germain, remis chaque année par la Fondation Sophie Germain sur proposition de l’Académie des sciences, est destiné à couronner un chercheur ayant effectué un travail de recherche fondamentale en mathématiques.  Ce prix, d'un montant de 8 000 €, a été créé en 2003 sous l’égide de l’Institut de France et son nom rend hommage à la mathématicienne Sophie Germain.

## Lauréats
| Année | Lauréat               | Fonction | Photographie |
| ----- | --------------------- | --- | ------------ |
| 2003  | Claire Voisin         | directrice de recherche à l’Institut de mathématiques de Jussieu à l’université Denis-Diderot                                               |              |
| 2004  | Henri Berestycki      | directeur d'études à l'EHESS, membre du Centre d'analyse et de mathématique sociales (CAMS, CNRS - EHESS)                                   |              |
| 2005  | Jean-François Le Gall | professeur à l'UPMC détaché au département de mathématiques et applications de l'École normale supérieure de Paris                          |              |
| 2006  | Michael Harris        | professeur à l’Institut de mathématiques de Jussieu à l’Université Paris Diderot                                                            |              |
| 2007  | Ngô Bảo Châu          | professeur au département de mathématique à l’université de Paris-Sud à Orsay                                                               |              |
| 2008  | Håkan Eliasson        | professeur à l’Institut de mathématiques de Jussieu à l’université Denis-Diderot                                                            |              |
| 2009  | Nessim Sibony         | professeur à l’université de Paris-Sud à Orsay                                                                                              |              |
| 2010  | Guy Henniart          | professeur à l’université Paris-Sud à Orsay au département de mathématique                                                                  |              |
| 2011  | Yves Le Jan           | professeur à l’université Paris-Sud à Orsay au département de mathématique                                                                  |              |
| 2012  | Lucien Birgé          | professeur à l'université Pierre-et-Marie-Curie au Laboratoire de probabilités et de modèles aléatoires, Paris                              |              |
| 2013  | Albert Fathi          | professeur à l'École normale supérieure de Lyon                                                                                             |              |
| 2014  | Bernhard Keller       | professeur à l’Institut de mathématiques de Jussieu-Paris Rive Gauche à l’université Paris-Diderot                                          |              |
| 2015  | Carlos Simpson        | directeur de recherche au laboratoire J. A. Dieudonné, université de Nice                                                                   |              |
| 2016  | François Ledrappier   | directeur de recherche au Laboratoire de probabilités et modèles aléatoires à l’université Pierre-et-Marie-Curie à Paris                    |              |
| 2017  | Xiaonan Ma            | professeur à l'université Paris-Diderot |              |
| 2018  | Isabelle Gallagher    | professeur à l'École normale supérieure, détachée de l'université Paris-Diderot                                                             |              |
| 2019  | Bertrand Toën         | directeur de recherche au Centre national de la recherche scientifique à l’Institut de mathématiques de Toulouse de l’université Toulouse 3 |              |
| 2020  | Georges Skandalis     | professeur à l'université de Paris |              |
| 2021  | Étienne Fouvry        | professeur émérite à l'université de Paris-Saclay                                                                                           |              |
| 2022  | Thierry Bodineau      | directeur de recherche CNRS, professeur associé à l’IHES, membre du Laboratoire Alexander Grothendieck                                      |              |
| 2023  | Pierre Schapira       | professeur émérite à Sorbonne Université |              |
| 2024  | Yvan Martel           | professeur à l'université de Versailles-Saint-Quentin                                                                                       |              |